# Stanisław Michał Wierzbowski
Stanisław Michał Wierzbowski herbu Jastrzębiec (zm. w 1684/1685 roku) – podstoli łęczycki w latach 1665-1685.
Był elektorem Michała Korybuta Wiśniowieckiego z województwa łęczyckiego w 1669 roku.